# Hyporhamphus taiwanensis
Hyporhamphus taiwanensis is een straalvinnige vissensoort uit de familie van de halfsnavelbekken (Hemiramphidae). De wetenschappelijke naam van de soort is voor het eerst geldig gepubliceerd in 1986 door Collette & Su.